# Dorfkirche Dobra (Bad Liebenwerda)

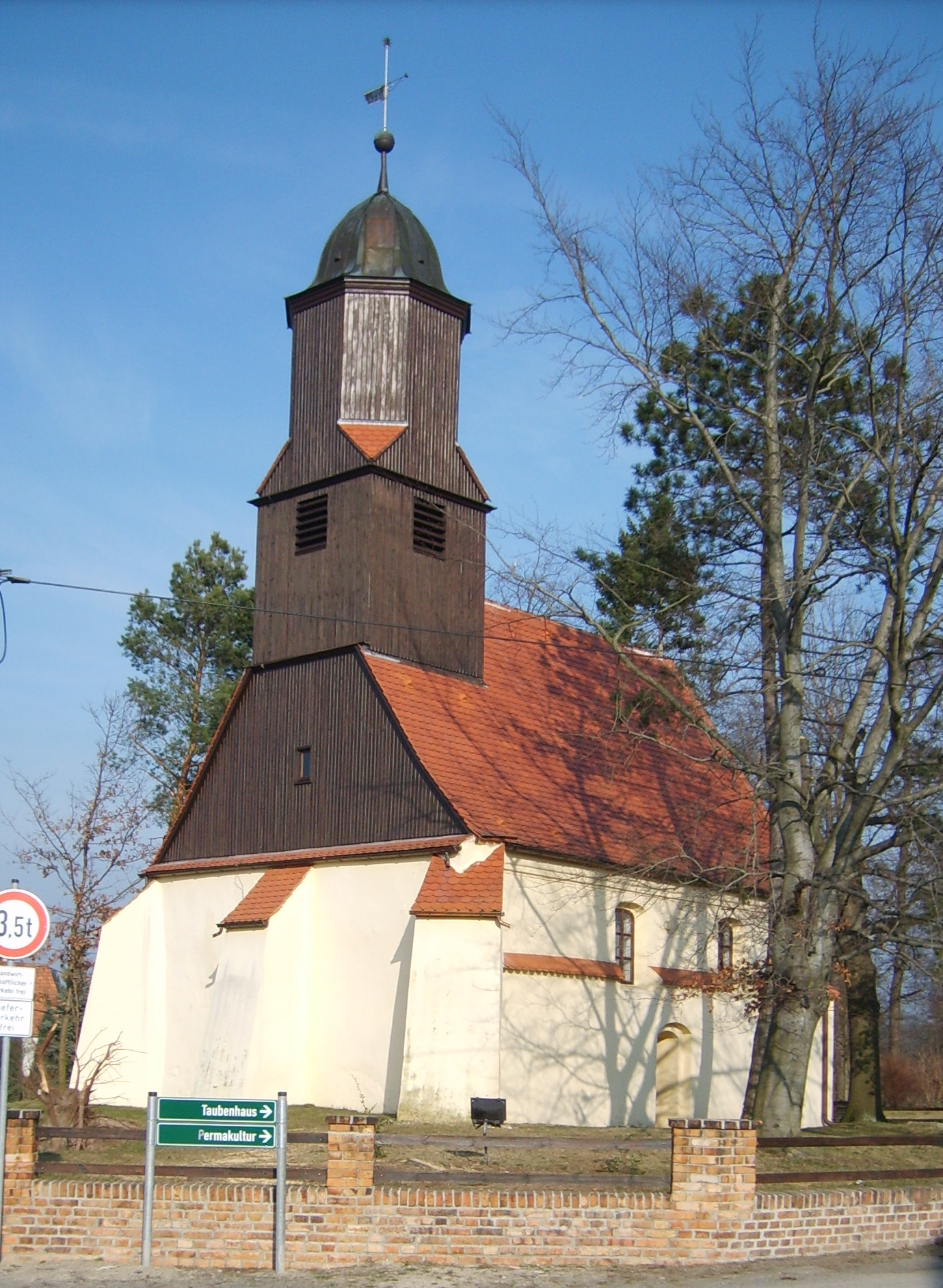
Dorfkirche Dobra

Die evangelische Dorfkirche Dobra ist ein Kirchengebäude im Ortsteil Dobra der Kurstadt Bad Liebenwerda im südbrandenburgischen Landkreis Elbe-Elster. Hier ist die Kirche im Ortszentrum auf dem Dorfanger mit einem sie umgebenden ehemaligen Friedhof zu finden. Das Gebäude befindet sich heute unter Denkmalschutz.

## Baubeschreibung und -geschichte

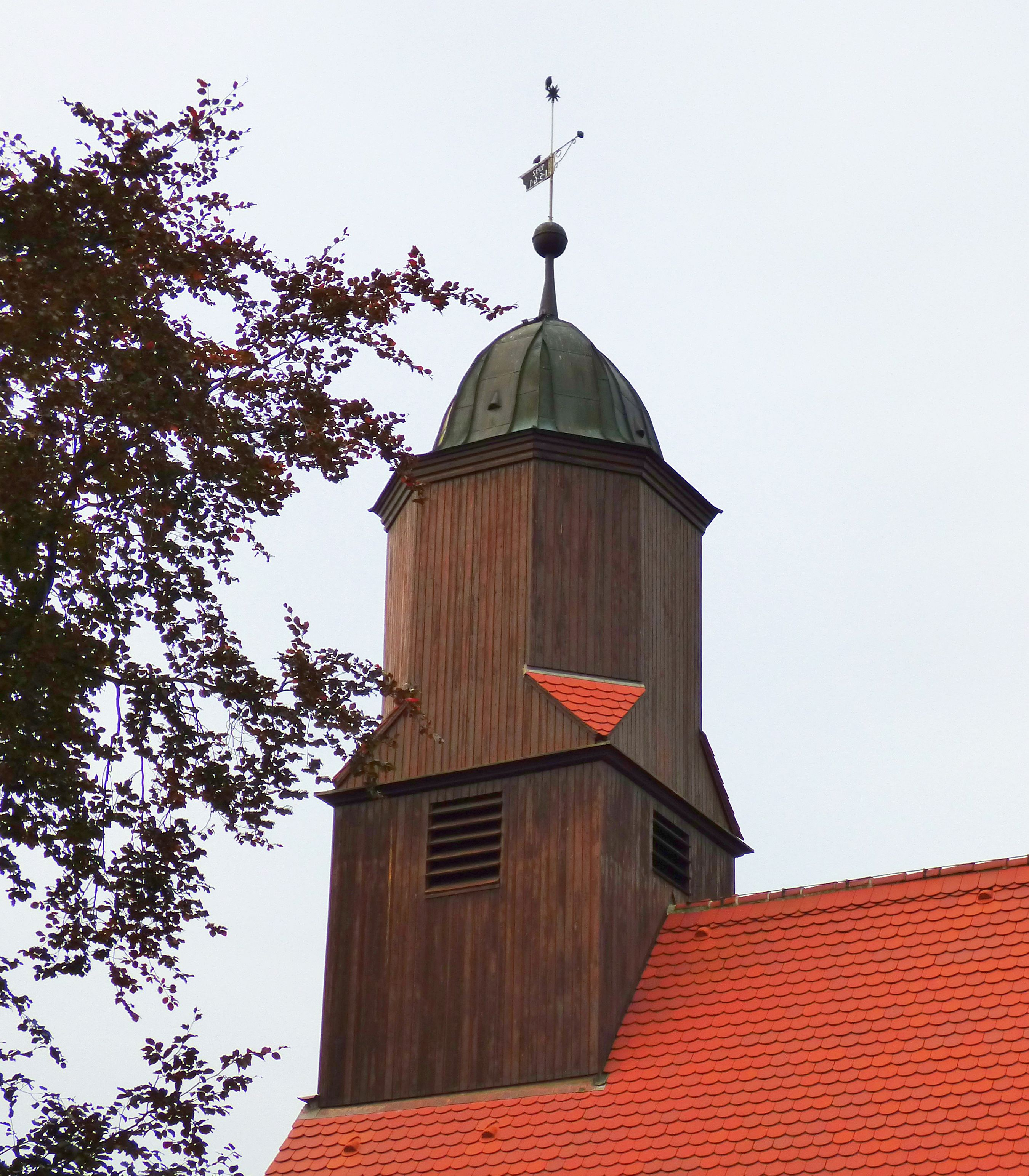
Kirchturm mit Wetterfahne

Bei der Dobraer Dorfkirche handelt es sich um einen kleinen verputzten und im Kern spätgotischen Feldsteinbau mit dreiseitigem Ostschluss. Im Dachstuhl des Kirchenschiffs ist die Jahreszahl 1483 zu finden. Der obere Teil des Schiffs wurde im 17. Jahrhundert in schwächerer Form erneuert. Auf der Süd- und Ostseite sind hier kleine korbbogige Fenster zu finden. Im Westen wurde ein quadratischer, ins Oktogonale übergehender hölzerner Turm mit Schweifhaube und Wetterfahne aufgesetzt. Dieser stammt aus der Mitte des 18. Jahrhunderts und wurde 1992 restauriert.
Ebenso wie der Turm erfuhr das gesamte Bauwerk nach der Wende Erneuerungsarbeiten. Deshalb wurden auch die beiden Glocken 1996 in Nördlingen restauriert. Beide Glocken überlebten einst den Ersten und Zweiten Weltkrieg, wobei die größere Glocke (gegossen 1560) tatsächlich noch 1943 zu Kriegszwecken abgegeben werden musste und später im Hamburger Hafenbecken wiedergefunden wurde.

## Ausstattung (Auswahl)
Das Innere der Kirche ist von einer Stuckrahmendecke und einer Westempore geprägt.
Sie besitzt einen 1928 restaurierten und inschriftlich aus dem Jahre 1510 stammenden geschnitzten Flügelaltar aus der Zeit vor der Reformation. Dieser stammt aus der Werkstatt des Großenhainers Pankratius Grueber. Er zeigt im großen Mittelfeld des Altars Maria und Anna selbdritt und ihre drei Ehemänner als Halbfiguren. Auf den in zwei Zonen unterteilten Flügeln sind mehrere Heilige dargestellt. Die Rückseiten der Flügel sind ebenso bemalt. Auf der Predella ist die Beweinung Christi dargestellt.
Der hier vorhandene mit Ecksäulchen versehene Kanzelkorb stammt aus dem 17. Jahrhundert. Ein hölzernes Kruzifix wird auf die zweite Hälfte des 15. Jahrhunderts datiert, ein Schrank auf 1543. Der hölzerne Turm beherbergt zwei im 16. Jahrhundert gefertigte Glocken.

Flügelaltar von 1510
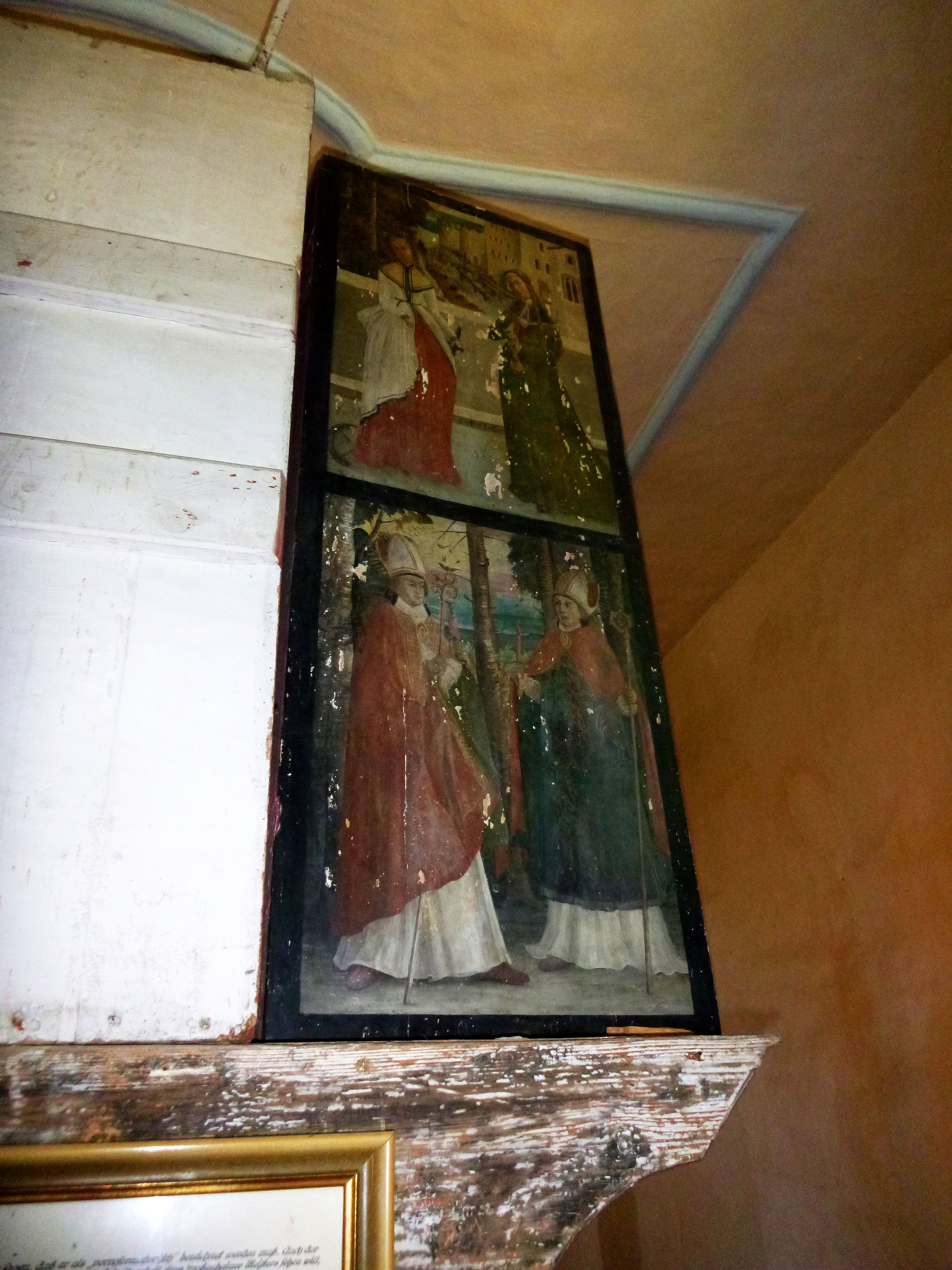
Rückseite der linken Seite
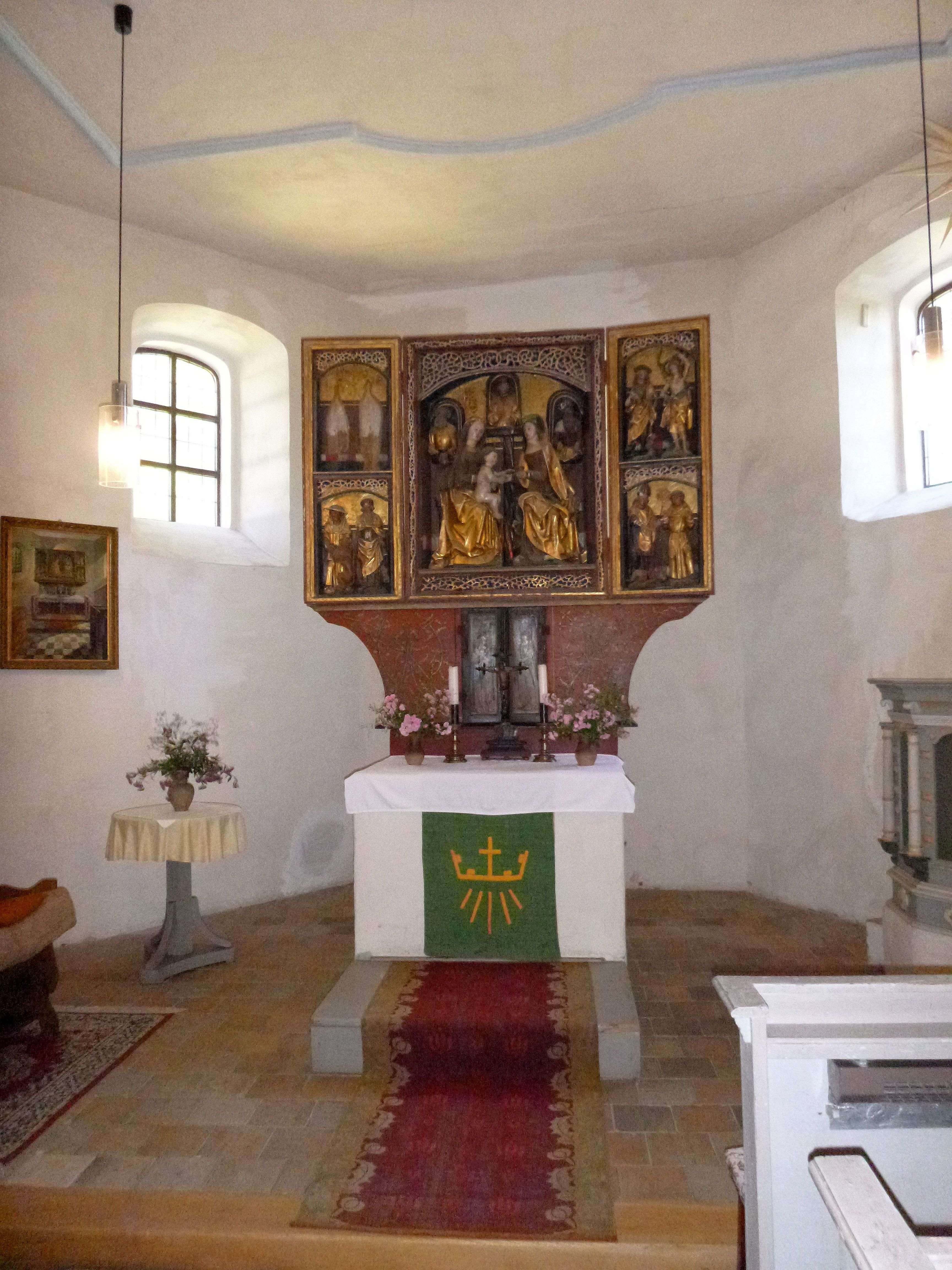
Flügelaltar
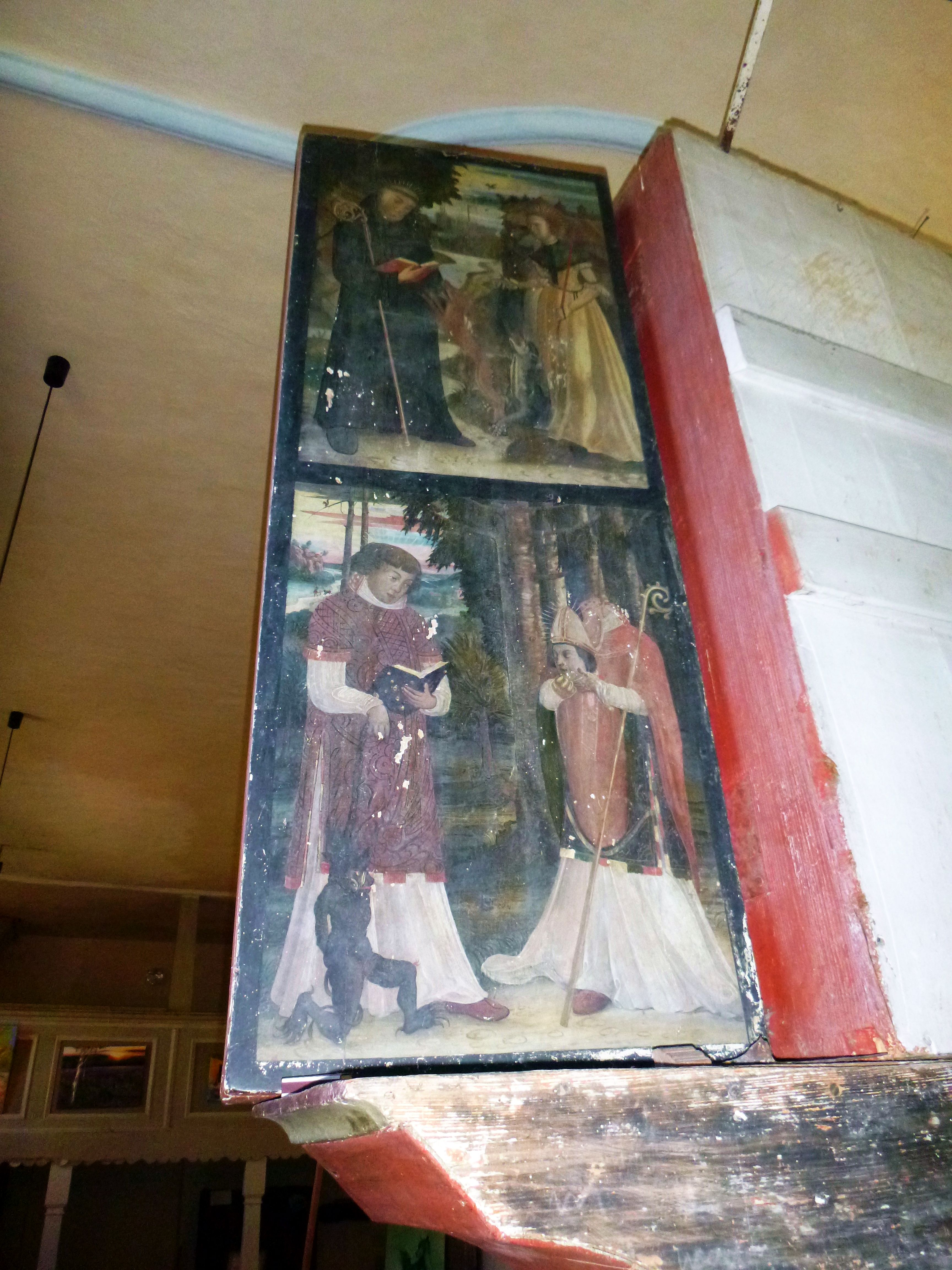
Rückseite der rechten Seite

Weitere Ausstattung
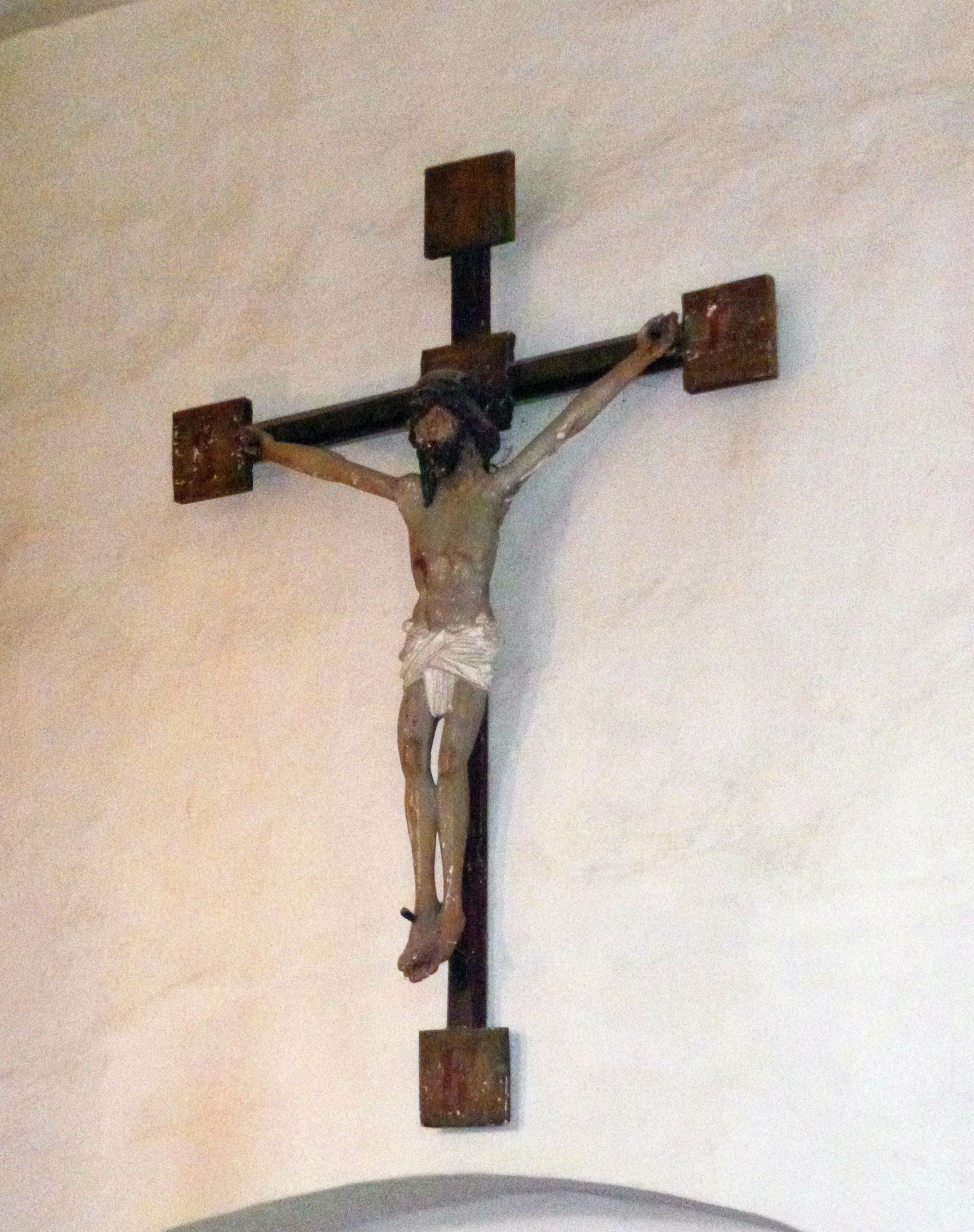
Kruzifix (15. Jh.)
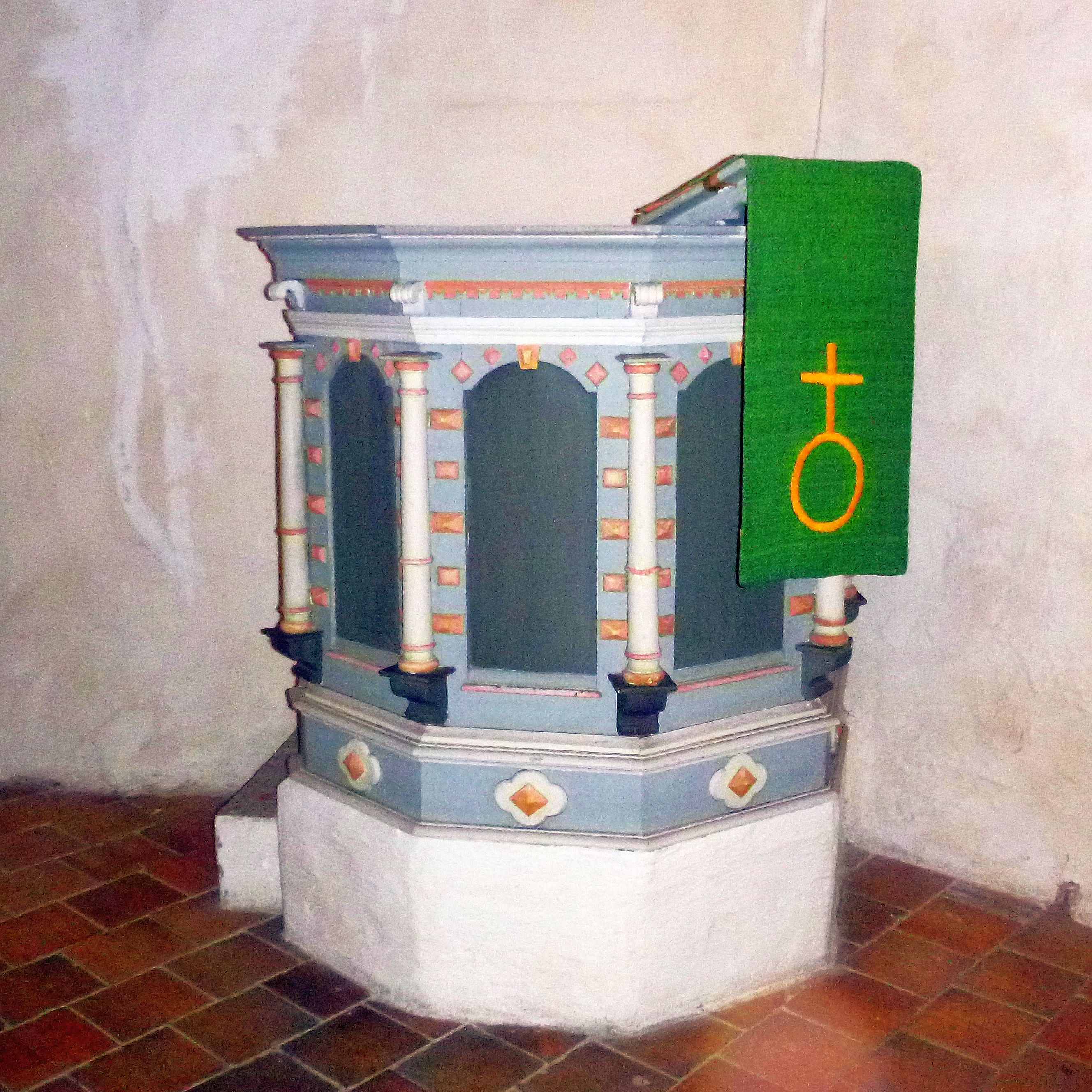
Kanzel (17. Jh.)
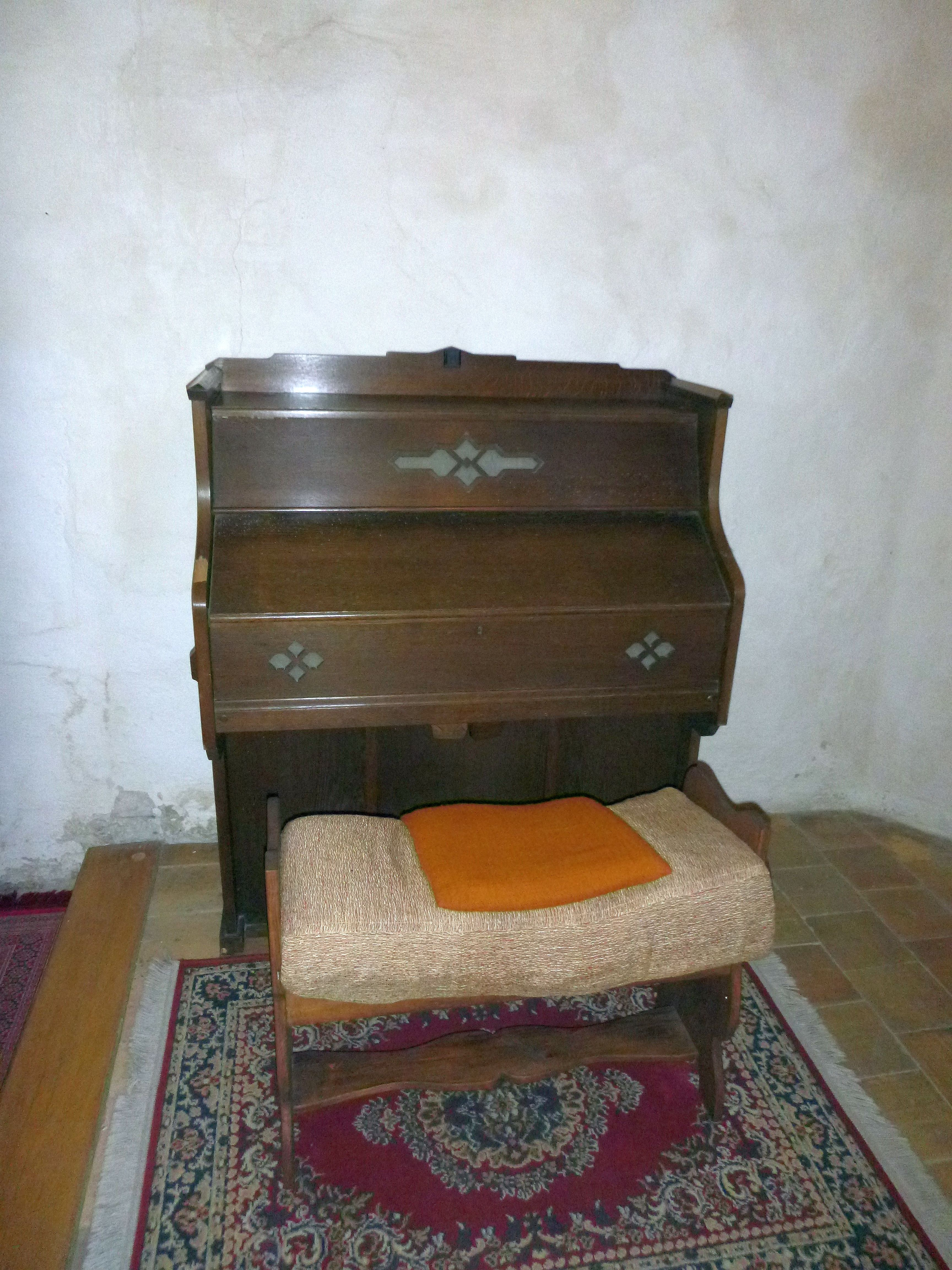
Orgel

## Grabmäler

Die Dobraer Kirche mit dem sie umgebenden Friedhof um 1900.

Die Kirche ist vom einstigen Friedhof des Ortes umgeben, auf welchem die letzte Beerdigung im Jahre 1933 stattfand. Ein hier 1979 bei Bauarbeiten im Erdreich gefundener Grabstein aus dem Jahr 1568 befindet sich heute im Inneren der Kirche.
Der Eingangsbereich zum ehemaligen Friedhof wurde 1928 zu einer Art Gefallenendenkmal umgestaltet. Eingelassene Granitplatten erinnern namentlich an die im Ersten Weltkrieg gefallenen Dorfbewohner Dobras. 1993 wurde die Friedhofsmauer erneuert und zusätzlich eine weitere Gedenktafel mit den Namen der Gefallenen und Vermissten des Zweiten Weltkriegs angebracht.

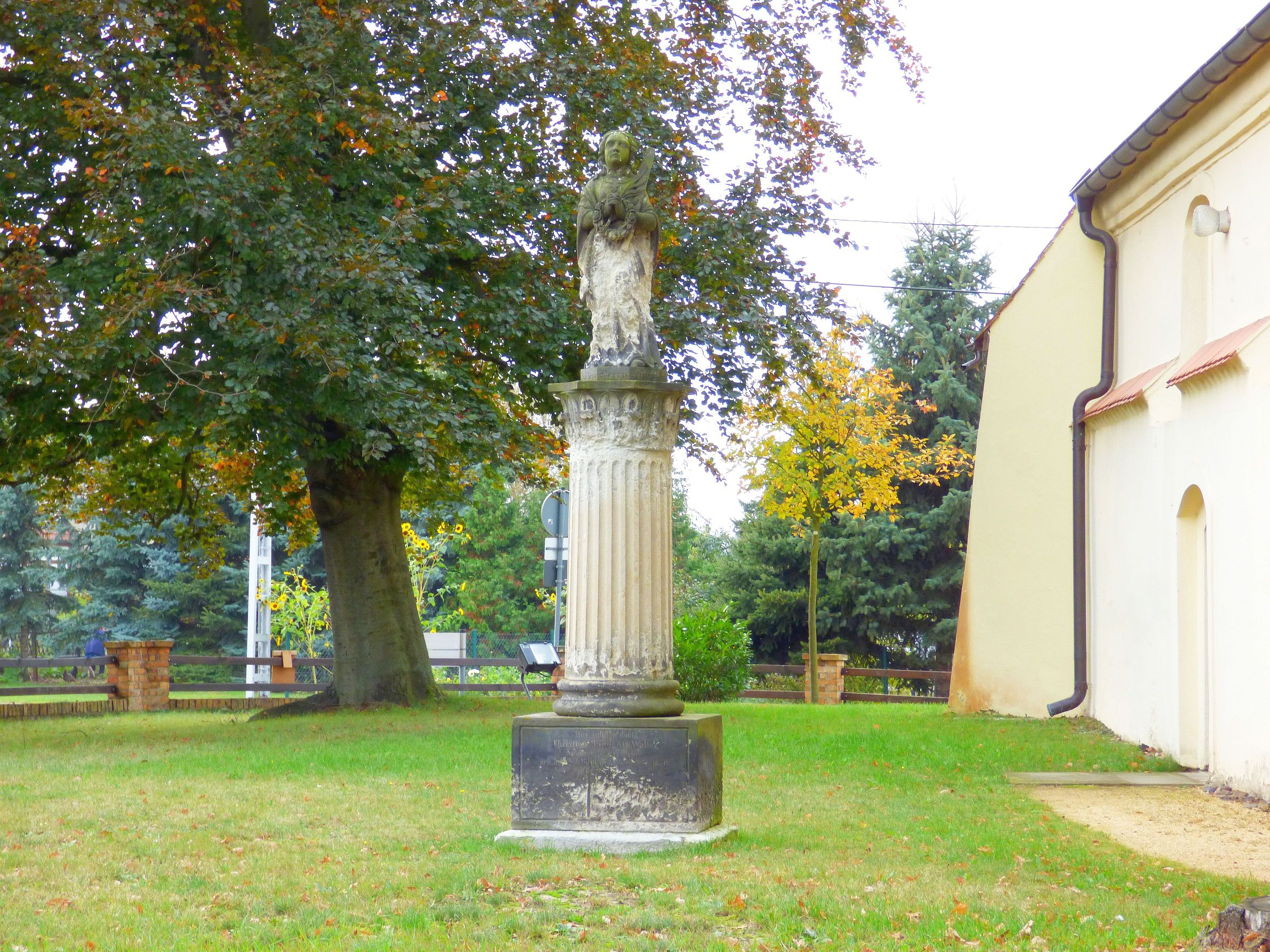
Altes Grabmal
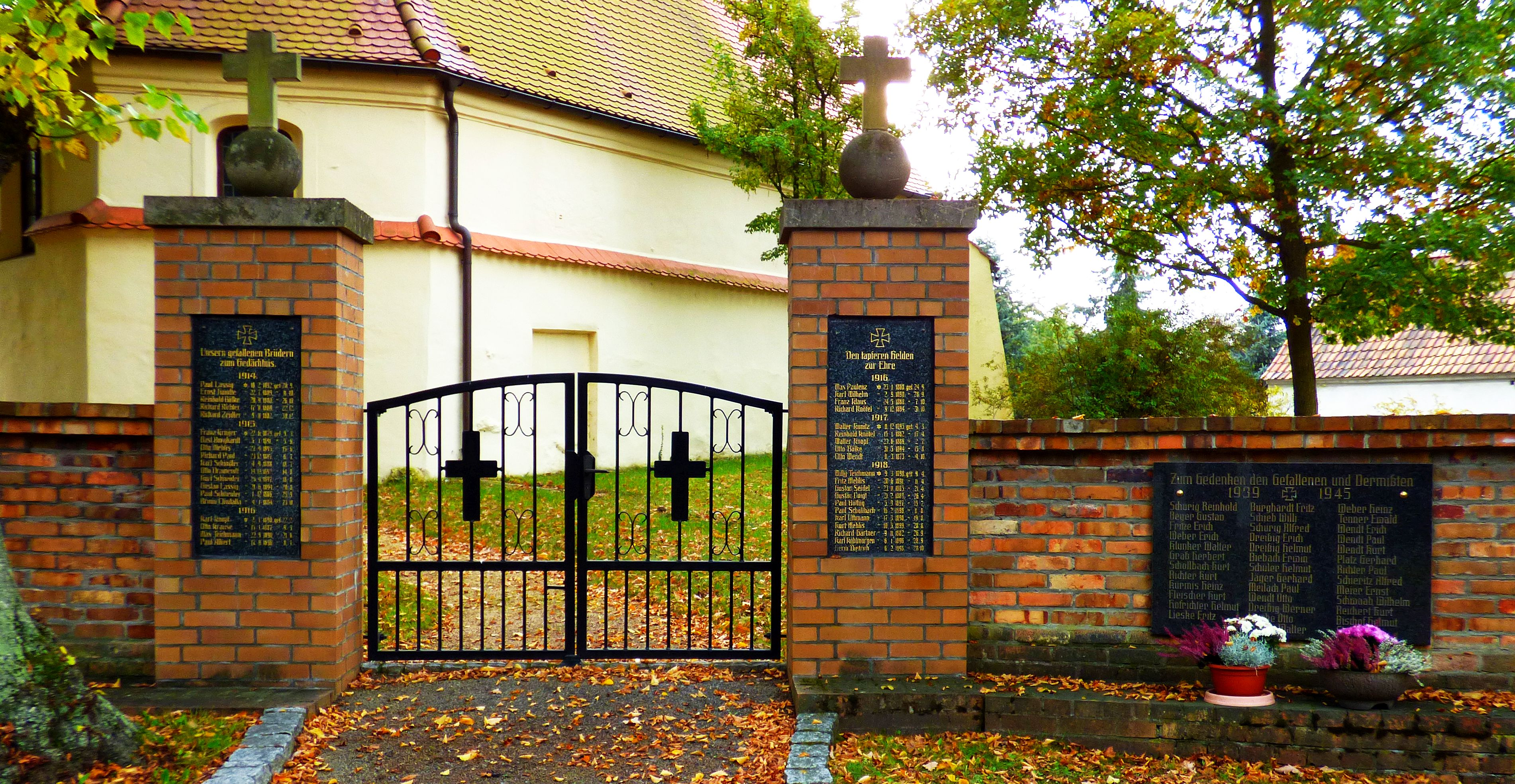
Das Gefallenendenkmal im Eingangsbereich zur Dobraer Dorfkirche (Oktober 2016)
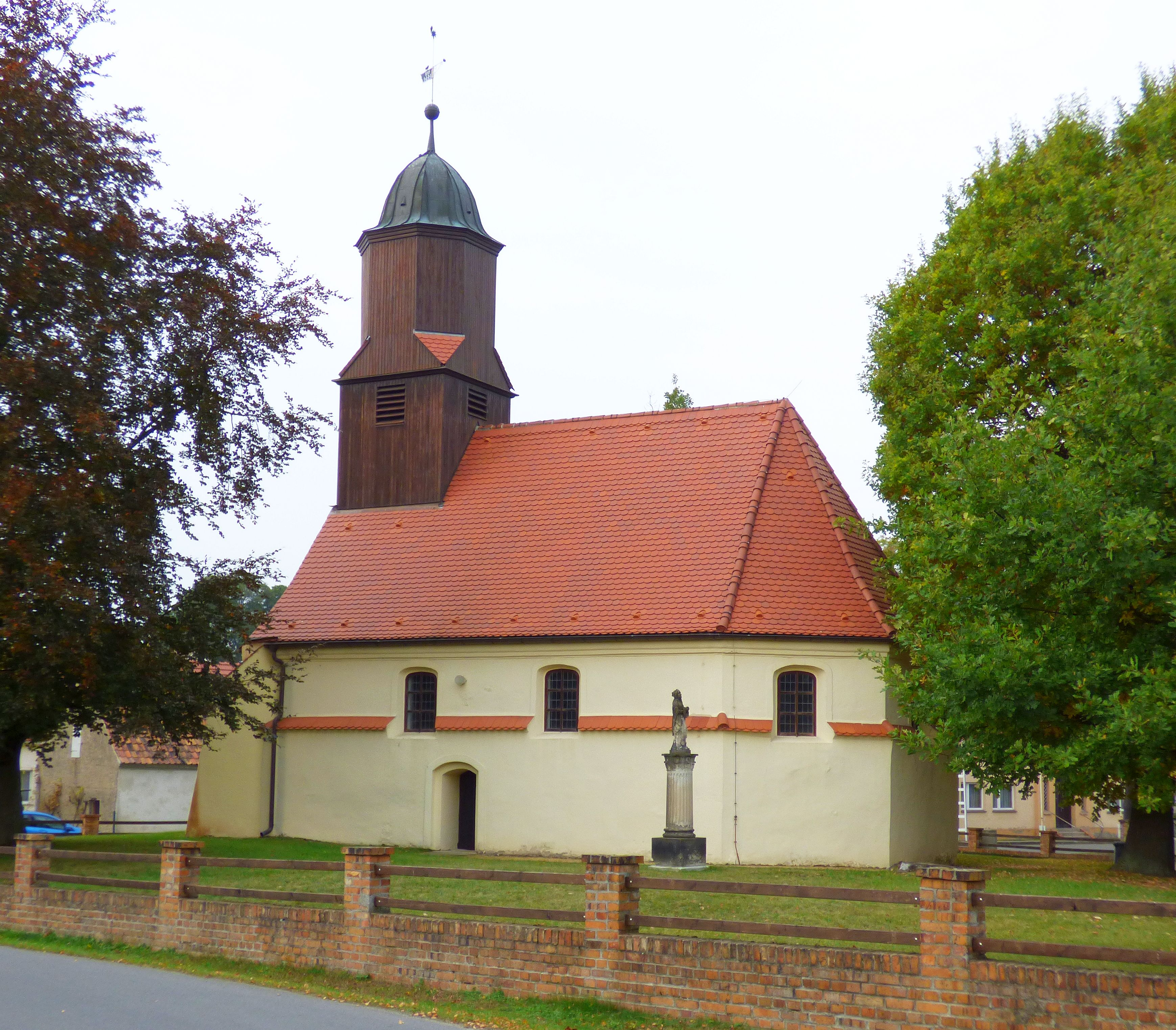
Ansicht aus Südosten